# Al West
Allen Dee West, detto Al (Raymond, 1º marzo 1931 – Barnwell, 13 agosto 2017), è stato un cestista canadese.

## Carriera
Con il Canada ha disputato i Campionati mondiali del 1963 e i Giochi panamericani di San Paolo 1963.